# نموذج وظيفة

مثال لنموذج وظيفي لعملية «صيانة قطع الغيار القابلة للإصلاح» في تمثيل تعريف التصنيع المتكامل بمساعدة الحاسوب لنمذجة الوظائف (آي دي إي إف 0)

يعتبر نموذج الوظيفة أو النموذج الوظيفي، في هندسة الأنظمة وهندسة البرمجيات وعلوم الحاسوب، تمثيلًا منظمًا للوظائف (الأنشطة، والأعمال، والإجراءات والعمليات) داخل النظام المنمذج أو المجال الموضوعي.
يعد نموذج الوظيفة، المشابه لنموذج النشاط أو نموذج العملية، تمثيلًا رسوميًا لوظيفة المشروع ضمن نطاق محدد. تتمثل أغراض نموذج الوظيفة في وصف الوظائف والعمليات، والمساعدة في اكتشاف احتياجات المعلومات، والمساعدة في تحديد الفرص، ووضع أساس لتحديد تكاليف المنتج والخدمة.

## موضوعات النمذجة الوظيفية

### المنظور الوظيفي
في هندسة الأنظمة وهندسة البرمجيات، ينشئ نموذج الوظيفة باستخدام منظور النمذجة الوظيفية. يعد المنظور الوظيفي أحد المنظورات الممكنة في نمذجة عمليات الأعمال، تكون المنظورات الأخرى سلوكية أو تنظيمية أو إعلامية مثلًا.
يركز منظور النمذجة الوظيفية على وصف العملية الديناميكية. يعد المفهوم الرئيسي في منظور النمذجة هذا هو العملية، ويمكن أن تكون وظيفة، أو تحويل، أو نشاط، أو إجراء، أو مهمة أو غيرها. ومن الأمثلة المعروفة للغة النمذجة التي تستخدم هذا المنظور هي مخططات تدفق البيانات.
- يستخدم المنظور أربعة رموز لوصف عملية، وهي:
- العملية: توضح التحول من المدخل إلى المخرج.
- التخزين: جمع البيانات أو نوع من المواد.
- التدفق: نقل البيانات أو المواد في العملية.

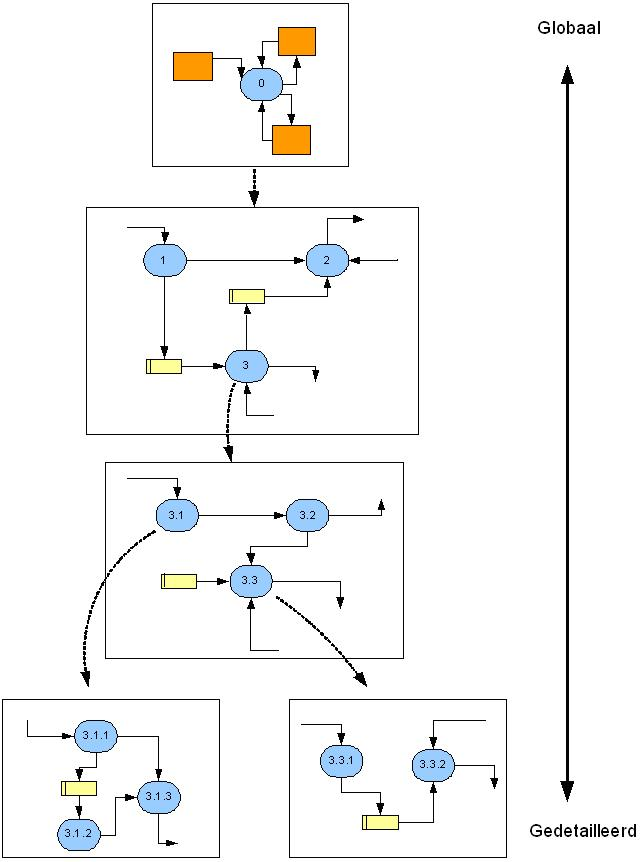
مثال على التحلل الوظيفي في تحليل الأنظمة

الكيان الخارجي: كيان خارجي بالنسبة لنظام المنمذج ولكن متفاعل معه.
يمكن تمثيل العملية، باستخدام هذه الرموز، كشبكة من هذه الرموز. تمثل هذه العملية المحللة مخطط تدفق البيانات (دي إف دي).
في نمذجة المشاريع الديناميكية، يجرى التقسيم في نموذج التحكم، ونموذج الوظيفة، ونموذج العملية والنموذج التنظيمي.

### التحلل الوظيفي
يشير التحلل الوظيفي على نطاق واسع إلى عملية حل العلاقة الوظيفية إلى الأجزاء المكونة لها بطريقة يمكن إعادة بناء الوظيفة الأصلية من تلك الأجزاء عن طريق تركيب الدوال. تجرى عملية التحلل هذه عمومًا إما لاكتساب معرفة متعمقة عن هوية العناصر المكونة، أو للحصول على تمثيل مركز للوظيفة العامة، وتكون هذه مهمة مجدية عند امتلاك العمليات المكونة مستوى معين من النمطية.
يلعب التحلل الوظيفي دورًا بارزًا في برمجة الحاسوب، عندما يتمثل الهدف الرئيسي في نمذجة العمليات إلى أقصى حد ممكن. على سبيل المثال، قد يقسم نظام إدارة المكتبة إلى وحدة المخزون، ووحدة معلومات الزبون، ووحدة تقييم الرسوم. تجلى هذا في العقود الأولى لبرمجة الحاسوب، على أنه «فن الروتين الفرعي»، كما دعاه بعض الممارسين البارزين.
يعد التحلل الوظيفي للأنظمة الهندسية طريقة لتحليل الأنظمة الهندسية. وتتمثل الفكرة الأساسية في محاولة تقسيم النظام بطريقة يمكن عن طريقها وصف كل كتلة من مخطط الكتل بدون استخدام «و» أو «أو» في الوصف.
يفرض هذا التنفيذ أن يكون لكل جزء من أجزاء النظام وظيفة صرفة. فعندما يتكون النظام من وظائف صرفة، يمكن إعادة استخدامها أو استبدالها. من الآثار الجانبية المعتادة أن تصبح الواجهات بين الكتل بسيطة وعامة. ولأن الواجهات تصبح بسيطة عادةً، فمن الأسهل استبدال الوظيفة الصرفة بوظيفة مماثلة ذات صلة.

## طرق النمذجة الوظيفية

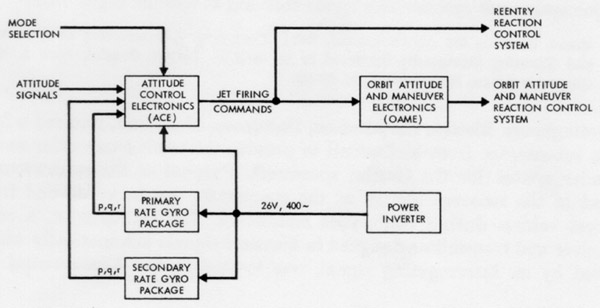
مخطط كتلة وظيفي لنظام إلكترونيات التحكم في الوضع والمناورة لمركبة جمناي الفضائية. يونيو 1962.

يتسع النهج الوظيفي في تقنيات تخطيطية متعددة ورموز نمذجة. يقدم هذا القسم نظرة عامة على التقنيات الهامة بترتيب زمني.

### مخطط كتلة الوظيفة
يعد مخطط الكتلة الوظيفي مخطط كتلة يصف وظائف وعلاقات النظام. يمكن لمخطط الكتلة الوظيفي أن يصور:
- وظائف النظام المصورة بالكتل
- عناصر الإدخال والإخراج لكتلة مصورة بخطوط،
- والعلاقات بين الوظائف
- التتابعات والمسارات الوظيفية للمادة و/أو الإشارات

يمكن أن يستخدم مخطط الكتلة رموز تخطيطية إضافية لإظهار خصائص معينة.
يعد مخطط كتلة التدفق الوظيفي الكلاسيكي، ومخطط كتلة الوظيفة (إف بي دي) المستخدم في تصميم وحدات التحكم المنطقية القابلة للبرمجة من مخططات كتلة وظيفة المخصصة.

### مخطط كتلة التدفق الوظيفي
يعد مخطط كتلة التدفق الوظيفي (إف إف بي دي) مخطط تدفق متعدد الطبقات ومتسلسل زمنيًا وتدريجي للتدفق الوظيفي للنظام. طور المخطط في خمسينيات القرن الماضي واستخدم على نطاق واسع في هندسة النظم الكلاسيكية. يشار أيضًا إلى مخطط كتلة التدفق الوظيفي باسم مخطط التدفق الوظيفي، ومخطط الكتلة الوظيفي، والتدفق الوظيفي.
تحدد مخططات كتلة التدفق الوظيفي عادةً التسلسل التشغيلي والدعم المفصل التدريجي للأنظمة، ولكنها تُستخدم أيضًا بشكل فعال لتحديد العمليات في تطوير الأنظمة وإنتاجها. تستخدم عمليات تطوير البرمجيات أيضًا مخططات كتلة التدفق الوظيفي على نطاق واسع. في سياق النظام، قد تتضمن خطوات التدفق الوظيفي مجموعات من الأجهزة والبرمجيات والموظفين والوسائل و/أو الإجراءات.
في طريقة مخططات كتلة التدفق الوظيفي، تنظم الوظائف وتصور حسب الترتيب المنطقي للتنفيذ. تعرض كل وظيفة وفقًا لعلاقتها المنطقية بتنفيذ وإكمال الوظائف الأخرى. تصور العقدة التي تحمل اسم الوظيفة الوظائف. تظهر الأسهم من اليسار إلى اليمين ترتيب تنفيذ الوظائف. تمثل الرموز المنطقية التنفيذ المتسلسل أو المتوازي للوظائف.

### تنسيق مخطط كتلة التدفق الوظيفي
Figure 2. N2 chart definition.

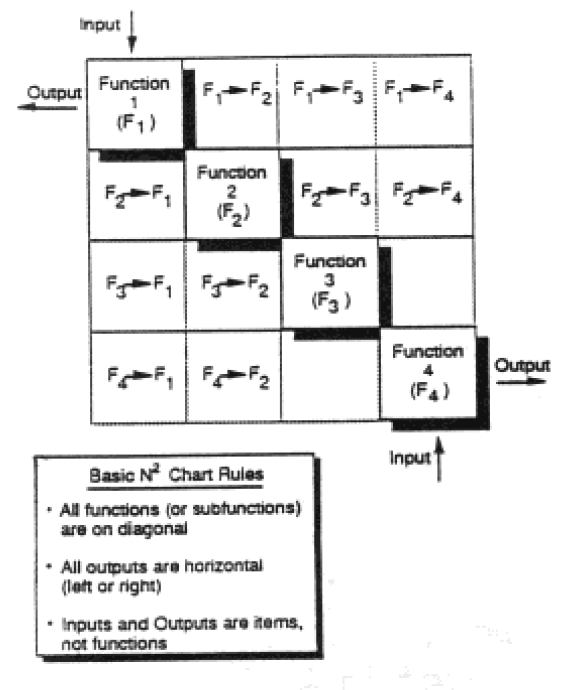
الشكل 2. تعريف مخطط إن التربيعي.

نموذج الإدخال والمعالجة والإخراج الهرمي ونموذج الإخراج والمعالجة والإخراج
كان نموذج الإدخال والمعالجة والإخراج الهرمي أداة شائعة للمساعدة في تصميم تحليل الأنظمة وتقنية توثيق لتمثيل وحدات النظام كتسلسل هرمي ولتوثيق كل وحدة في السبعينيات.
استخدم لتطوير المتطلبات وبناء التصميم ودعم تنفيذ نظام خبير لإثبات موعد الإلتقاء الآلي. ثم أجري التحقق بشكل منهجي بسبب طرق التصميم والتنفيذ.
يوثق التصميم العام للنظام باستخدام مخططات نموذج الإدخال والمعالجة والإخراج الهرمي أو مخططات هيكلية. يتشابه المخطط الهيكلي في المظهر مع المخطط التنظيمي، ولكن يعدل لإظهار تفاصيل إضافية. يمكن استخدام المخططات الهيكلية لعرض عدة أنواع من المعلومات، ولكن تستخدم عادةً لمخططات هياكل البيانات أو هياكل التعليمات البرمجية.

### مخطط إن التربيعي
يعد مخطط إن التربيعي مخطط على شكل مصفوفة، يمثل واجهات وظيفية أو فيزيائية بين عناصر النظام. يستخدم لتحديد، وتعريف، وجدولة، وتصميم، وتحليل الواجهات الوظيفية والمادية بشكل منهجي. ويطبق على واجهات النظام والأجهزة و/أو واجهات البرمجيات.
يستخدم مخطط إن التربيعي على نطاق واسع لتطوير واجهات البيانات، في مجالات البرمجيات أساسًا. ويمكن استخدامه أيضًا لتطوير واجهات الأجهزة. يظهر مخطط إن التربيعي الأساسي في الشكل 2. توضع وظائف النظام على القطر؛ تمثل باقي المربعات في مصفوفة N x N مدخلات ومخرجات الواجهة.

### تقنية التحليل والتصميم الهيكلي
تعد تقنية التحليل والتصميم الهيكلي (إس إيه دي تي) منهجية هندسة برمجيات لوصف الأنظمة كتسلسل هرمي للوظائف، وتمثيل تخطيطي لإنشاء رسم لتطبيق برمجي. تقدم الركائز الأساسية لتمثيل الكيانات والأنشطة، ومجموعة متنوعة من الأسهم لربط الصناديق. تملك هذه الصناديق والأسهم دلالات غير رسمية مرتبطة. يمكن استخدام تقنية التحليل والتصميم الهيكلي كأداة تحليل وظيفية لعملية معينة، تستخدم مستويات متتالية من التفاصيل. تسمح طريقة تقنية التحليل والتصميم الهيكلي بتحديد احتياجات المستخدم لتطويرات تكنولوجيا المعلومات، التي تُستخدم في أنظمة المعلومات الصناعية، ولتوضيح وتقديم عمليات وإجراءات تصنيع النشاط.
توفر تقنية التحليل والتصميم الهيكلي عرضًا وظيفيًا محددًا لأي مشروع عن طريق وصف الوظائف وعلاقاتها في الشركة. تفي هذه الوظائف بأهداف الشركة، مثل المبيعات، وتخطيط الطلبات، وتصميم المنتجات، وتصنيع الأجزاء وإدارة الموارد البشرية. يمكن أن تصور تقنية التحليل والتصميم الهيكلي علاقات وظيفية بسيطة ويمكن أن تعكس البيانات وعلاقات التحكم في التدفق بين الوظائف المختلفة. تستند شكليات تعريف التصنيع المتكامل بمساعدة الحاسوب لنمذجة الوظائف إلى تقنية التحليل والتصميم الهيكلي، التي طورها دوغلاس ت. روس في عام 1985.

## اقرأ أيضا
- مخطط كتلة التدفق الوظيفي